# Hanna Kalinouskaja
Hanna Kalinouskaja-Güngör (belarussisch Ганна Каліноўская; englische Transkription: Anna Kalinovskaya; * 17. Mai 1985 in Minsk, Sowjetunion) ist eine belarussische Volleyballspielerin.

## Karriere
Kalinouskaja begann ihre Karriere bei VC Slawjanka und spielte anschließend in ihrer Heimatstadt bei Atlant Minsk. 2003 gab sie ihr Debüt in der belarussischen Nationalmannschaft. In Belarus gewann sie 2005 und 2006 die Meisterschaft und wurde 2007 Vizemeisterin. Anschließend wechselte die Mittelblockerin zum türkischen Verein Gazy Universiteti. In Frankreich spielte sie bei Hainault Volley. Dann wechselte sie erneut in die Türkei zu Pursaklar Ankara. Ihr nächster war Dinamo Baku in Aserbaidschan. Von dort wechselte sie zum deutschen Bundesligisten VfB 91 Suhl. Mit Suhl erreichte sie 2012 den dritten Platz im Challenge Cup. Dann legte sie eine Pause an, weil sie einen Türken heiratete und einen Sohn gebar. Anschließend setzte sie ihre Karriere bei Zhemchuzhina Polesya Masyr fort. 2015 und 2016 gewann sie erneut die belarussische Meisterschaft. Außerdem nahm sie 2015 mit der Nationalmannschaft an der Europameisterschaft teil. 2016 wurde sie vom Bundesligisten Ladies in Black Aachen verpflichtet. Mit dem Verein erreichte sie in der Saison 2016/17 jeweils das Viertelfinale in den Bundesliga-Playoffs und im DVV-Pokal 2016/17. Im folgenden Jahr kam sie in Playoff-Halbfinale. Danach verließ sie den Verein mit unbekanntem Ziel. Seit 5. Oktober 2021 lief sie in der Saison 2021/22 wieder für die Ladies in Black auf, wo sie auch in der Saison 2022/23 spielen wird.